# Đông Ấn Tây Ban Nha
Đông Ấn Tây Ban Nha (tiếng Tây Ban Nha: Indias orientales españolas; tiếng Filipino: Silangang Indiyas ng Espanya) là lãnh thổ Tây Ban Nha tại Châu Á-Thái Bình Dương từ 1565 đến 1899. Bao gồm Philippines, Quần đảo Mariana, the Quần đảo Caroline (còn được gọi là quần đảo Tân Philippines), và cũng bao gồm một thời gian ngắn Formosa thuộc Tây Ban Nha và các bộ phận của Quần đảo Spice. Cebu là thủ phủ, sau đó được chuyển đến Manila. Từ năm 1565 đến năm 1821 các lãnh thổ này, cùng với Tây Ấn Tây Ban Nha, được quản lý thông qua Tân Tây Ban Nha có thủ phủ tại Thành phố México. Chính quyền của nó sau đó được trực tiếp quản lý từ Tây Ban Nha sau khi các phong trào độc lập thành công ở Mexico.
Vua Tây Ban Nha theo truyền thống tự tạo cho mình là "Vua Đông và Tây Ấn". Sau sự độc lập của Mexico, họ bị cai trị trực tiếp từ Madrid.
Các vấn đề hành chính của Đông Tây Ban Nha được xử lý bởi Tổng tư lệnh của Philippines và Real Audiencia of Manila. Theo kết quả của Chiến tranh Tây Ban Nha–Mỹ vào năm 1898, hầu hết các hòn đảo đều bị chiếm đóng bởi Hoa Kỳ trong khi khoảng 6.000 hòn đảo nhỏ còn lại đã được bán cho Đức trong Hiệp ước Đức-Tây Ban Nha (1899). Các hòn đảo còn lại được chuyển nhượng đến Hoa Kỳ khi Hiệp định Washington (1900) đã được phê chuẩn vào năm 1901.

## Bối cảnh lịch sử
Ghi nhận đầu tiên của Philippines bởi người châu Âu là vào ngày 16 tháng 3 năm 1521, trong quá trình vòng quanh thế giới của Ferdinand Magellan. Magellan đã đến Cebu, tuyên bố đất sở hữu của Charles I của Tây Ban Nha, và đã bị giết chết 1 tháng sau đó bởi một thủ lĩnh địa phương. Các vua Tây Ban Nha gửi thêm các đoàn thám hiểm đến quần đảo này trong những thập kỷ tiếp theo. Tây Ban Nha cuối cùng đã quyết định chiếm quần đảo vào năm 1565 khi Miguel López de Legazpi, thống đốc hoàng gia đầu tiên, đến Cebu từ Tân Tây Ban Nha (Mexico). Sáu năm sau, sau khi đánh bại một người cai trị Hồi giáo địa phương, ông thành lập thủ đô của mình tại Manila, một địa điểm có cung cấp những bến cảng tuyệt vời của vịnh Manila, một số lượng lớn, và rất gần các nguồn cung cấp thực phẩm phong phú của vùng đất trung tâm Luzon. Manila trở thành trung tâm của Tây Ban Nha về dân sự, quân sự, tôn giáo, và hoạt động thương mại ở các đảo. Quần đảo này đã được đặt tên danh dự vua Felipe II của Tây Ban Nha, người đã trị vì thời kỳ 1556-1598.

### Mục tiêu thuộc địa
Tây Ban Nha đã có 3 mục tiêu trong chính sách đối với Philippines, thuộc địa duy nhất của mình ở châu Á: 
- Có được một phần trong việc buôn bán gia vị.
- Phát triển quan hệ với Trung Quốc và Nhật Bản để tiếp tục nỗ lực truyền giáo Kitô giáo ở đó.
- Chuyển đổi người Philippines sang Thiên Chúa giáo.

Chỉ có mục tiêu thứ ba cuối cùng về sau mới được xác định, và điều này không hoàn toàn dễ dàng vì sức đề kháng tích cực của cả hai cộng đồng, người Hồi giáo ở miền Nam và Igorot, các dân tộc ở vùng cao phía bắc. Philip II chỉ một cách rõ ràng xâm chiếm nhưng tránh đổ máu tối đa đổ để tránh một sự lặp lại của cuộc chinh phục dã man của Tây Ban Nha ở châu Mỹ. Việc chiếm đã được thực hiện với tương đối ít đổ máu, một phần vì phần lớn dân số (ngoại trừ những người Hồi giáo) ít khả năng chống cự bởi trình độ vũ khí thấp kém hơn.

## Chính trị thuộc địa
Một trong những di sản của cuộc cách mạng tôn giáo của thế kỷ 16 là mở ra một hố sâu rất lớn của sự tách biệt giữa tâm tính Teutonic và Latin, hầu như không thể hiểu được. Sự đối đầu chết người giữa Công giáo và Tin lành, giữa người Tây Ban Nha và người Anh, để lại dấu vết không thể xóa nhòa con cháu của họ làm trầm trọng thêm sự hiểu lầm và định kiến. Anh và người Mỹ khinh rẻ sự bất lực của người Tây Ban Nha ở Philippines và nhiều nơi đầu tiên trên thế giới nhưng nhắm mắt với các mục tiêu và thành tựu của Tây Ban Nha ở những nơi đó sau này. Những thảm kịch, tàn bạo và sự vô lý của thực dân Anh ở Mỹ thường bị lãng quên và chỉ nhớ những thảm kịch, tàn bạo và sự vô lý của thực dân Tây Ban Nha.
Trong khoảng thời gian từ khi bắt đầu chính sách thực dân Tây Ban Nha trên thế giới, những ý tưởng kinh doanh nhưng xếp thứ nhất theo quan niệm Tây Ban Nha vẫn là truyền đạo. Các thuộc địa đã lây lan nhanh chóng Kitô giáo và cho sản xuất của cải, các lĩnh vực chủ yếu cho phát triển thương mại và công nghiệp chỉ tình cờ là việc bên cạnh cho công việc Thiên Chúa hóa. Chắc chắn điều đi kèm này thay đổi góp phần vào sự giàu có và sự tiến bộ của thế giới nhưng đã gây tử vong cho dân bản địa.
Người Tây Ban Nha ngày nay vẫn khăng khăng rằng chính trị thực dân Tây Ban Nha cố gắng để bảo tồn và khai hóa các dân tộc bản địa và thiết lập một ngôi nhà mới cho pháp luật Tây Ban Nha và cung cấp biện pháp để bảo vệ người bản địa sau thời kỳ chinh phục tàn nhẫn. Họ bảo tồn nền văn minh của các dân tộc bản địa của Mexico, Trung và Nam Mỹ, và đặc biệt là ở Philippines dù tương phản sắc nét, vẫn có quyền được yêu cầu. Người Tây Ban Nha nói quá khứ có thể xóa nhòa và tương lai tốt đẹp mới thật sự quan trọng, người thổ dân ở Bắc Mỹ, quần đảo Sandwich, New Zealand và Úc, và phân biệt rõ ràng trong xu hướng của họ tương ứng và kết quả Tây Ban Nha là tiến bộ hơn hệ thống thuộc địa Anh. Sự tương phản giữa những ảnh hưởng của cuộc chinh phục Tây Ban Nha ở Tây Ấn, Mexico so với Philippines phản ánh sự phát triển con người của chính sách nhà nước là đã trở nên tiến bộ. Vì vậy chủ nghĩa thực dân cần phải đánh giá lại.
Rõ ràng người Tây Ban Nha chỉ biện hộ cho 3 thế kỷ thống trị của họ, sau 3 thế kỷ đến khi rơi vào tay Mỹ Philippines vẫn khổ sở, các giai tầng khác nhau chênh lệch về mọi mặt cùng sự bần cùng của phần lớn xã hội là câu trả lời rõ ràng sau tất cả biện hộ mà họ cố gắng tự bào chữa cho đến tận ngày nay.

### Hệ thống chính trị
Tây Ban Nha nhanh chóng tổ chức thuộc địa mới của họ theo mô hình của họ. Nhiệm vụ đầu tiên là giảm, hoặc di chuyển của cư dân bản địa vào khu định cư. Hệ thống chính trị đầu tiên được sử dụng trong thời gian đầu là hệ thống thác quản Encomienda, giống như chế độ phong kiến trong thời trung cổ châu Âu. Các chiến binh, tu sĩ và quý tộc bản địa đã được cấp đất đai, để đổi lấy sự phục vụ của họ cho nhà vua, và đã được trao đặc quyền để thu thập cống từ cư dân. Đổi lại, người cấp Encomienda, được biết đến như một encomendero, được giao nhiệm vụ để bảo vệ quân sự chính quyền quản trị. Trong thời gian chiến tranh, các encomendero là bổn phận phải cung cấp binh lính cho nhà vua, đặc biệt, để bảo vệ toàn bộ các thuộc địa từ quân xâm lược như Hà Lan, Anh và Trung Quốc. Các hệ thống thác quản Encomienda đã bị lạm dụng bởi encomenderos và năm 1700 đã được thay thế phần lớn các tỉnh hành chính thì mỗi do một thị trưởng Alcalde (thống đốc tỉnh) Các tính năng nổi bật nhất của thành phố Tây Ban Nha là quảng trường, khu vực trung tâm cho các hoạt động thị trấn như lễ hội, và nơi mà các tòa nhà chính phủ, các nhà thờ, một khu vực thị trường và cơ sở hạ tầng khác được đặt. Khu dân cư nằm xung quanh quảng trường. Trong thời kỳ đầu, nhiệm vụ đầu tiên của thực dân là giảm, hoặc di chuyển của người dân bản địa vào khu định cư xung quanh quảng trường.
Như ở châu Âu, nhà thờ luôn luôn có quyền kiểm soát các công việc nhà nước của các thuộc địa. Các tu sĩ kiểm soát tình cảm của người dân bản xứ và là mạnh hơn so với tổng đốc chính mình. Theo quan niệm người Tây Ban Nha trong số các vấn đề mà dẫn đến cuộc cách mạng của Philippines năm 1898 đã kết thúc quyền lực Tây Ban Nha là sự lạm dụng quyền lực của các dòng tu.

### Phân chia hành chính

#### Chính phủ trung ương
Ở cấp quốc gia, các vua Tây Ban Nha, thông qua Hội đồng của ông (Consejo de Indias), điều chỉnh thông qua đại diện duy nhất của ông ở Philippines: Tổng Toàn Quyền (Gobernador y Capitán). Với ghế quyền lực ở Manila, Tổng Toàn Quyền đã được đưa ra nhiều nhiệm vụ: ông đứng đầu Tòa án Tối cao (Audiencia), là tư lệnh trưởng quân đội và hải quân, và kế hoạch kinh tế của đất nước. Tất cả quyền hành pháp được biết đến của chính quyền địa phương bắt nguồn từ ông và như phó vương bảo trợ, ông có quyền để giám sát công việc nhiệm vụ và giám sát Giáo hội. Tiền lương hàng năm của ông là 40.000 peso. Vì những lý do hiển nhiên, Thống đốc Tổng là thường là một người Tây Ban Nha sinh ra ở Tây Ban Nha để đảm bảo sự trung thành của thuộc địa này cho nhà vua.

#### Chính phủ tỉnh, thành phố
Ở cấp tỉnh, nhóm các tỉnh bình định (alcaldia), là thống đốc tỉnh (Alcalde). Quân khu (corregimiento), chẳng hạn như Mariveles và Mindoro, được lãnh đạo bởi corregidores (có thể hiểu là quân khu trưởng). Chính quyền thành phố (ayuntamientos), cũng do một thị trưởng Alcalde. Thị trưởng Alcalde và corregidoresthực hiện nhiều đặc quyền như thẩm phán, kiểm soát hệ thống các encomiendas, cảnh sát trưởng, thu thuế, lãnh đạo chung của tỉnh và thậm chí phó vương bảo trợ. Tiền lương hàng năm của ông dao động từ 300 peso đến 2000 peso trước năm 1847 và 1500 peso đến 1600 peso sau đó. Nhưng điều này có thể được tăng cường thông qua các ưu đãi đặc biệt của " indulto de Commercio ", nơi tất cả mọi người bị buộc phải làm kinh doanh với anh ta. Các thị trưởng Alcalde thường là một Insulares (người Tây Ban Nha sinh ra ở Philippines). Trong thế kỷ 19, các Peninsulares (người từ chính quốc Tây Ban Nha) bắt đầu di dời Insulares kết quả là bất ổn chính trị của năm 1872, đặc biệt là nổi dậy Novales và bạo loạn Cavite.

#### Chính phủ thành phố nhỏ, thị xã
Các Pueblo (thành phố, thị xã), đứng đầu là Gobernadorcillo (hạt đốc). Trong số các nhiệm vụ hành chính của ông là việc chuẩn bị danh sách thuế (Padron), tuyển dụng và phân phối cho người lao động dự thảo, công trình công cộng và nghĩa vụ quân sự quân đội (Quinto), nhân viên bưu chính và thẩm phán trong vụ kiện dân sự nhỏ. Ông can thiệp vào tất cả các vụ án hành chính liên quan đến thị trấn của mình: đất đai, công lý, tài chính và cảnh sát thành phố. Tiền lương hàng năm của ông, tuy nhiên, chỉ có 24 peso nhưng ông được miễn thuế. Bất kỳ người bản địa hoặc Trung Quốc, 25 tuổi, có học thức và biết tiếng Tây Ban Nha và đã phục vụ Cabeza de Barangay 4 năm có thể làm một Gobernadorcillo. Trong số những người nổi bật là Emilio Aguinaldo, một người Trung Quốc và là người Gobernadorcillo của Cavite El Viejo (nay Kawit). Các quan chức của Pueblo được lấy từ Principalía, tầng lớp quý tộc có nguồn gốc tiền thuộc địa. Tên của họ được sống sót của gia đình nổi bật trong xã hội Philippines hiện đại như Lindo, Tupas, Gatmaitan, Liwanag, Pangilinan, Panganiban, Balderas, và Agbayani, Apalisok, Aguinaldo.

#### Chính phủ xã, huyện
Các Barrio (chính phủ xã, huyện) đứng đầu bởi 1 quản trị viên (Cabeza de barangay). Ông chịu trách nhiệm vì hòa bình và trật tự, những người đàn ông được tuyển dụng cho công trình công cộng xã hội. Cabezas biết chữ tiếng Tây Ban Nha có phẩm chất đạo đức tốt và có tài sản. Cabezas người đã phục vụ trong 25 năm được miễn lao động cưỡng bức.

### Pháp luật
Cơ sở pháp lý cho chính quyền trong cả nước Philippines chỉ được đặt với việc ban hành Luật Maura trên 19 tháng 5 năm 1893. Được đặt theo tên tác giả của nó, Don Antonio Maura, Bộ trưởng Bộ thuộc địa vào thời điểm đó, luật tổ chức lại chính quyền thị trấn ở Philippines với mục đích làm cho họ hiệu quả hơn và tự trị. Pháp luật này tạo ra các tổ chức, thành phố mà sau này đã được thông qua, sửa đổi, và tăng cường hơn nữa bởi các chính phủ Mỹ và Philippines đã thành công.
Người Tây Ban Nha cho rằng pháp luật của họ ở thuộc địa là nhân đạo và tiên tiến hơn hẳn so với pháp luật thuộc địa của Anh và Pháp, cũng như cho rằng sự cần thiết và tiến bộ đối với một Philippines tăm tối, man rợ.
Sau khi nhìn thấy sự đối xử với người bản địa với sự tàn ác kinh khủng, chính phủ của Tây Ban Nha luật hóa một cách hệ thống hơn và để bảo vệ chúng hơn bất cứ quyền lực thực dân khác. Tại thời điểm các cuộc chinh phục đầu tiên xảy ra quá nhanh đối với chính quyền trung ương trong những thời của truyền thông chậm chạp, đó là những kinh hoàng của cuộc đụng độ giữa những kẻ thực dân tìm vàng nhẫn tâm và những người bản địa lạc hậu và chính phủ trung ương đế quốc lúc đó là không thể kiểm soát hành động này, như mô tả của Las Casas phổ biến thông qua châu Âu, đã trở thành tính năng truyền thống và chấp nhận của chính phủ Tây Ban Nha. Đế quốc thực dân Tây Ban Nha kéo dài bốn trăm năm và rằng phải được đánh giá theo các nguyên tắc của nó. Điều này thật sự chỉ là bào chữa.
Chính phủ thuộc địa Philippines đảm bảo việc thực hiện pháp luật về nhân lực và thống trị nhà thờ thuộc địa và hướng dẫn phát triển của họ như là một nhiệm vụ lớn vì lợi ích của người dân. Các kết quả tương tự đã góp phần giác ngộ chủ nghĩa bảo hộ thương mại Seville, và hệ thống Filamericano điều hành có hiệu quả từ Philippines sang Mỹ. Theo quan điểm của lịch sử của bang miền Nam của chúng ta, cũng như lịch sử của Tây Ấn, không bao giờ được quên rằng mặc dù Philippines thuộc vùng nhiệt đới, không bao giờ nhìn thấy cảnh tượng hãi hùng của buôn bán nô lệ từ châu Phi hoặc cuộc sống nhân lực cho các công việc trên hệ thống đồn điền cũ.
Người Tây Ban Nha khẳng định điều kiện của người dân về một sứ mệnh ở Philippines là tuyệt vời so với người bản xứ tại các đảo khác hoặc những người nông dân châu Âu cùng thời gian.

### Thống đốc và tòa án tối cao
Philippines đã được hình thành và được lãnh đạo của một thống đốc với sức mạnh của 1 phó vương thật sự giới hạn bởi sự kiểm soát thực hiện bởi Tòa án tối cao đối với ông. Trong số các đặc quyền của mình là quyền đối với các ngành dịch vụ công cộng ở các đảo. Nó cũng là đương nhiên Chủ tịch Audiencia được giao nhiệm vụ với mức lương 8,000 một năm có thể làm tăng đáng kể với quà tặng hoặc tiền hối lộ.
Theo nhà thiên văn học Pháp Le Gentil, những hạn chế áp đặt quyền lực của Tòa án là bảo vệ duy nhất chống lại chế độ chuyên quyền độc đoán nhưng Zuniga báo cáo những nỗ lực chung trong hướng này là không hiệu quả. Quyền lực đó là một tổ chức đặc thù của hệ thống thuộc địa của Tây Ban Nha thời hiện đại. Nó là khái niệm để cung cấp một phương pháp của cán bộ trách nhiệm nghiêm ngặt về mọi hành vi của mình trong việc thực hiện lãnh đạo.
Quyền lực của dư luận thông qua báo chí và tự quản cộng đồng là tốt bởi cuộc bầu cử thường xuyên. Sức mạnh của một sự gắn kết thêm sức mạnh cho các cơ quan hoặc vô hiệu hóa tính hiệu quả của từng trường hợp lãnh đạo. Nhưng trong những ngày của sự ra đời của đế quốc Tây Ban Nha đã có bầu cử tự do báo chí và công chúng, và chỉ trích chính phủ đã xúi giục nổi loạn. Người ta cho rằng quyền hạn của một tòa án viên là cần thiết. Vì vậy, ông đã có quyền thiết lập giới hạn phán xét nơi tất cả mọi người.
Quyền lực của một thống đốc của Philippines kéo dài 6 tháng và trung thành với Tây Ban Nha. Du khách Ý Gemelli Careri đi qua Manila năm 1696 chép rằng trách nhiệm của thống đốc như một "kinh nghiệm mệt mỏi mà đôi khi căng thẳng xé trái tim của họ." 
Một sĩ quan với ba mươi năm kinh nghiệm đảm bảo thế tục và giáo hội đầu thế kỷ XVII đã được chỉ định là thống đốc Philippines, Gomez Perez Dasmariñas. Ông đã làm trong hơn ba năm vì hạnh phúc của người bản xứ hơn người tiền nhiệm hay người kế nhiệm ông. Không có kinh nghiệm chính trị trước và những phẩm chất cần thiết để trở thành giám đốc điều hành thuộc địa có hiệu quả nhưng ông được đánh giá là một Thống đốc tốt.
Tòa án tối cao được lập nên bởi chọn lựa, đứng đầu là một công tố viên, một cảnh sát trưởng,v.v. Ngoài các chức năng của Tòa án cao nhất của kháng cáo trong vụ án dân sự và hình sự, cũng có, như đã đề cập ở trên, để phục vụ như kiểm soát thống đốc. Cho đến 1715, Tòa án chịu trách nhiệm của chính quyền tạm thời nếu xảy ra cái chết của một thống đốc, tạm thời kế nhiệm ông và người đầu tiên đảm nhận chỉ huy quân sự họ được chỉ định để tòa án có người bào chữa, người bảo vệ của người bản địa. Trong các vấn đề có tầm quan trọng của cộng đồng thống đốc phải tham khảo ý kiến của họ.

### Thị trưởng và Tòa án cấp tỉnh
Những hòn đảo được chia thành hành chính tỉnh và thị trưởng thực hiện chức năng quản lý đồng thời điều hành, tư pháp và thuế. Trong các thị trưởng được phép tham gia vào kinh doanh riêng của mình, trong đó thường bị cám dỗ để tham gia trong kinh doanh và khai thác thuộc địa.
Toà án cấp tỉnh đã được thực hiện bởi thị trưởng, tư vấn là một luật sư và công chứng viên. Vì chính sách và tham nhũng tràn ngập các dịch vụ công của Tây Ban Nha trong các thuộc địa thường được đặt ở các vị trí trách nhiệm không đủ năng lực.

### Gobernadorcillo
Các tỉnh đều có của nó các 'gobernadorcillo.' (người đứng đầu thành phố thị xã). El gobernadorcillo là người bản địa và được bầu mỗi năm, những người đã lập gia đình được quyền biểu quyết, trong thế kỷ 19 được giới hạn trong mười ba cử tri. Al gobernadorcillo thường được gọi là "thuyền trưởng". Những người dân của làng được nhóm lại trong các đơn vị 'barangay' dưới sự giám sát của một batu. Những người đứng đầu làng và được thừa kế từ gia tộc tổ chức trước đó và chịu trách nhiệm về các khoản thuế của các nhóm của họ. Là lãnh đạo chính của làng và chắc chắn là cha truyền con nối, cuối cùng thường được chọn lựa. Các cử tri gobernadorcillo là những người hiện nay hoặc trước đây đứng đầu làng và rằng sau ba năm của việc phục vụ có thể là ứng cử viên gobernadorcillo lần nữa.
Chính quyền của Giáo hội, cũng là những cơ quan quan trọng thực sự của quản trị ở Philippines.

## Tôn giáo

### Phong cách truyền giáo Tây Ban Nha
Người Anh và Đức thường chế giễu Công giáo của Tây Ban Nha là rửa tội đại chúng nhưng theo quan niệm Tây Ban Nha rửa tội đại chúng có ý nghĩa thực sự của họ trong tâm trạng dễ tiếp thu nền văn hóa Kitô giáo. Kitô giáo đã làm được những thành tựu thực sự của nó và tiến bộ đang được cải thiện. Trong giai đoạn chinh phục, có một câu chuyện công bằng trên những định kiến chủng tộc và tôn giáo, sau khi so sánh với những năm đầu của cuộc chinh phục Tây Ban Nha của Mỹ với lần đầu tiên hoặc hai thế hệ đầu tiên của người Anh, rõ ràng sự chuyển đổi nền văn minh của Philippines trong bốn mươi năm sau sự xuất hiện của Legazpi là một thành tựu vĩ đại.
Tây Ban Nha tìm thấy trong dân số của đảo hai nhóm tương phản vẫn còn tồn tại, Mã Lai và Negritos. Sau khi Kitô giáo đưa vào người dân địa phương thường được phân loại theo tôn giáo của họ như Ấn Độ giáo, Moor (người Hồi giáo bản địa) và dân ngoại (dân ngoại) hoặc kẻ ngoại đạo. Các niềm tin tôn giáo của người Mã Lai không có gì ngoan cường và dễ dàng mang lại những nỗ lực của các nhà truyền giáo.
Trong tổ chức chính trị xã hội thiếu sự gắn kết. Không có quốc gia cũng như thành lập các nhóm nhỏ như gia tộc. Sự lãnh đạo của các nhóm nhỏ hoặc barangay là cha truyền con nối, và thẩm quyền của người đứng đầu làng và chuyên chế tan rã xã hội này rất nhiều tạo điều kiện cho cuộc chinh phục, và thông qua một sự kết hợp của nguyên vẹn và hòa giải, với sự hỗ trợ hiệu quả của các lãnh đạo, nhưng với rất ít đổ máu, chủ quyền Tây Ban Nha đã được lập, các nhóm này không chỉ phối hợp mà còn thiết yếu được bảo tồn như là một phần của chính quyền thực dân. Trong khi hệ thống này là một sự thích nghi của phát triển trong Tân Tây Ban Nha. Xây dựng trên cơ sở hiện tại làng và là một đơn vị hành chính, người Tây Ban Nha đã cố gắng để làm quen và giúp người bản địa để cuộc sống định canh định cư của làng và làm việc vừa phải. Chỉ dưới những điều kiện có thể cung cấp giảng dạy tôn giáo và việc làm có hệ thống. Những ngôi làng thường được gọi là thôn, làng, cắt giảm và tín ngưỡng bản địa đang sụt giảm để thoát khỏi tăm tối và đến cuộc sống văn minh.
Năm 1591, chỉ hai mươi năm sau cuộc chinh phục của đảo Luzon, cho thấy tiến bộ vượt bậc trong công tác của nền văn minh. Tại thành phố Manila đã có một nhà thờ với giám mục của mình, tu viện Augustinô, Dòng Đa Minh và Phanxicô và một nhà Dòng Tên. Vua duy trì một bệnh viện cho Tây Ban Nha và đã có một bệnh viện cho người Philippines của hai giáo dân Phanxicô. Các đơn vị đồn trú là hai trăm binh sĩ, hay như vậy. Parian - khu phố Tàu có khoảng 200 cửa hàng và dân số khoảng 2.000 người. Ở ngoại ô Tondo có một tu viện Phanxicô và Dòng Đa Minh khác cung cấp giáo dục Kitô giáo về bốn mươi sangleys (thương nhân Trung Hoa) chuyển đổi.
Trong và xung quanh Manila được thu thập 9.410 cống, cho thấy dân số khoảng 30 tới 40.000 người dưới sự hướng dẫn của mười ba nhà truyền giáo, ngoài các tu sĩ trong các tu viện. Trong tỉnh cũ của Pampanga ước tính dân số là 74.700 với hai mươi nhà truyền giáo, trong Pangasinan 2.400 người với tám nhà truyền giáo, trong Cagayan và hải đảo xung quanh 96.000 người, ở La Laguna 48.400 người với hai mươi truyền giáo, ở Bicol và Camarines với đảo Catanduanes 86.640 người với mười lăm nhà truyền giáo, v.v... tổng số 667.612 người.
Fray Martin Ignacio chép vào (1585), cho biết: "Theo quan điểm chung của thời đại chúng ta có hơn bốn trăm ngàn linh hồn được rửa tội."
Hệ thống thác quản Encomienda là nguyên nhân gây ra rất nhiều khó khăn và áp bức trong tiếng Tây Ban Nha Mỹ. Philippines không phải là thoát khỏi cái ác. Việc nộp thuế cũng là một chất kích thích mà dân bản xứ và lần đầu tiên người ta thường đề cập đến dân bản địa bị lao động cưỡng bức, nhưng trong giai đoạn quá độ này và sau đó, các giáo sĩ liên tục chủ trương đối xử nhân đạo và đứng giữa người bản địa và các cơ quan quân sự. Ứng dụng này của các nhà truyền giáo cho con cái thiêng liêng của họ và các tệ nạn của những người muốn bảo vệ rõ ràng là hiển nhiên trong các tỷ lệ điều ở Philippines, Domingo de Salazar, giám mục đầu tiên, đôi khi được gọi là "Las Casas của Philippines."
Đó là những gì đã chinh phục thực sự của các hòn đảo là lòng tốt, tình yêu Kitô giáo anh em và xử lý các nhà truyền giáo được xác nhận các quan sát viên có trình độ từ các dân tộc khác nhau và thời gian nhưng các bằng chứng thuyết phục nhất là sự vô lý của hiệu quả quân sự là cần thiết để duy trì uy tín của vua Công giáo. Quân đội tổ chức năm 1590 để bảo vệ đất nước đã có một sức mạnh đáng kể! Đây không phải là đáng ngạc nhiên là một vị phó vương cũ của Tân Tây Ban Nha tuyên bố: "ở Philippines đã có một đội trưởng chung và một đội quân đầy đủ"
Những nỗ lực của các nhà truyền giáo trong bất kỳ cách nào giới hạn giảng dạy tôn giáo cũng đã thúc đẩy tiến bộ kinh tế và xã hội của các đảo. Người bản địa phát triển trong cuộc sống ngập tràn âm nhạc và việc dạy tiếng Tây Ban Nha cho trẻ em. Họ giới thiệu những tiến bộ trong sản xuất lúa, mang từ Mỹ, ngô và ca cao và phát triển việc trồng chàm, cà phê và mía.

### Các giáo sĩ thế tục
Tôn giáo có tác động tích cực lên chính quyền thuộc địa, sự quan tâm liên tục của giáo sĩ truyền đạo được quan tâm hơn cân bằng gánh nặng thuế. Họ giám sát việc giáo dục và cũng như lo cho đời sống tôn giáo của người dân là quan trọng hơn hẳn.
Người đứng đầu hệ thống giáo hội là Tổng Giám mục Manila mà trong một cảm giác cảm tính là Thượng Phụ của người Philippines. Các chức sắc giáo hội cao khác là ba vị giám mục Cebu, Cagayan de Segovia và Caceres trong Camarines, và các giám mục tỉnh của bốn dòng tu lớn, Dòng Đa Minh, Augustinô, Phanxicô, Augustinô và các tu sỹ chân đất. Lúc đầu giáo sĩ thường xuyên đã có rất nhiều thừa nhận chịu sự thăm viếng của các giám mục hay tổng giám mục, vị trí đôi khi dẫn đến các cuộc đụng độ bạo lực. Tỷ lệ về số lượng thế tục phát triển trong thế kỷ 18 và 19. Năm 1750 tổng số giáo xứ là 569 và 904.116 người theo đạo. Những con số này tuy nhiên không đưa ra một ý tưởng chính xác của các ưu thế rất lớn của các dòng tu vì các linh mục thế tục gần như tất cả người Philippines và không thể thực hiện bất cứ điều gì tương tự như ảnh hưởng tu sĩ của giáo xứ của họ.

### Vai trò chính trị-xã hội của nhà thờ
Người Tây Ban Nha thống trị trên hàng trăm làng mạc với mục sư. Các quan chức Tây Ban Nha vào họ chỉ thỉnh thoảng, chỉ để dẹp loạn bằng binh lính, tuy vậy chính quyền Tây Ban Nha không được trà trộn và theo dõi chặt chẽ các cộng đồng. Tại các tỉnh, linh mục là người trung gian tự nhiên cho tất cả các thông tin liên lạc giữa người bản địa và các quan chức hoặc người ngoài. Ở một số tỉnh đã có liên hệ chặt hơn thị trưởng và các tu sĩ.
Thị trưởng phụ thuộc ảnh hưởng các tu sĩ để chuyển tải về những nghĩa vụ của mình đối với thống đốc tỉnh. Tomas de Comyn viết:
"Chúng tôi đến thăm quần đảo Philippines và quan sát trong một cách kinh ngạc với những ngôi chùa và tu viện rộng rãi của Thiên Chúa được cử hành với vẻ tráng lệ và lộng lẫy, thường xuyên trên đường phố và thậm chí cả nhà sang trọng và quần áo, các trường ở tất cả các làng, nơi họ dạy các nguyên lý cơ bản và những người thành thạo trong nghệ thuật của văn bản. Chúng ta sẽ thấy con đường có cao, cây cầu được xây dựng với kiến trúc tốt và trong ngắn hạn, tất cả các biện pháp quản trị và chính sách có hiệu lực của đất nước, và tất cả điều này là do những nỗ lực và công việc tông đồ của lòng yêu nước tinh khiết tôn giáo. Chúng tôi đi qua các tỉnh, thấy làng 5, 10 và 20.000 người Philippines một cách hòa bình được cai trị bởi một người đàn ông yếu đuối, với cửa mở mọi lúc, ngủ bình tĩnh và an toàn ở nhà mà không có bất kỳ đe dọa hoặc bảo vệ, rằng tình yêu và sự tôn trọng được biết đến đã truyền cảm hứng cho đàn chiên của mình".
Cho đến năm 1864 chỉ có 4.050 trong số đó 3.280 người Tây Ban Nha là các quan chức chính phủ, 500 giáo sĩ, 200 chủ sở hữu đất và 70 thương nhân, nhưng trong hàng nghìn hòn đảo thực tế là " không có người Tây Ban Nha khác, không có cơ quan quốc gia khác hoặc lực lượng trật tự công cộng khác các tu sĩ."

## Kinh tế

### Thuế
Để hỗ trợ các thuộc địa, một số hình thức thuế và các công ty độc quyền được áp đặt. Các buwis (cống), mà có thể được thanh toán bằng tiền mặt hoặc hiện vật (thuốc lá, gà, sản xuất, vàng, chăn, bông, gạo, v,v... tùy thuộc vào khu vực của đất nước), ban đầu đã được cố định ở mức 8 reales (một thực tế là 8 centavos) và sau đó tăng lên đến 15 reales, phân bổ như sau: 10 realesbuwis, 1 prediales diezmos (phần mười), 1 vào cộng đồng thị trấn, 1 sanctorum thuế, và 3 reales hỗ trợ nhà thờ.
Bandalâ (từ tiếng Tagalog từ mạn đà la, một chồng tròn của cây lúa được đập), bán hàng năm và trưng dụng mặt hàng như gạo. Thuế nhập khẩu và thuế thu nhập cũng được thu thập. Tất cả mọi người có tuổi hơn 18 bị buộc phải đóng thuế. Các địa phương gobernadorcillos chịu trách nhiệm việc thu thuế. Nộp thuế là trách nhiệm và nếu không thực thi sẽ bị bắt.

### Tuyến đường thương mại hàng hải Manila-Acapulco
Tuyến đường thương mại hàng hải Manila-Acapulco là nguồn thu nhập chính của các thuộc địa trong những năm đầu của nó. Dịch vụ đã được khánh thành năm 1565 và tiếp tục vào đầu thế kỷ 19. Thương mại Galleon mang bạc từ Tân Tây Ban Nha, được sử dụng để mua hàng hóa châu Á như lụa từ Trung Quốc, các loại gia vị từ Moluccas, sơn mài từ Nhật Bản và bông vải Philippines. Các mặt hàng này sau đó đã được xuất khẩu sang Tây Ban Nha mới và cuối cùng là châu Âu từ Manila. Do đó, Philippines giành được thu nhập của mình thông qua thương mại của Galleon Manila-Acapulco. Thương mại rất thịnh vượng và thu hút được nhiều thương gia đến Manila, đặc biệt là Trung Quốc. Tuy nhiên, ban đầu nó bỏ qua sự phát triển của các ngành công nghiệp địa phương của thuộc địa mà ảnh hưởng đến Indios từ nông nghiệp là nguồn thu nhập chính của họ. Ngoài ra, việc xây dựng và hoạt động của chiếc thuyền buồm đặt quá nhiều gánh nặng trên hàng năm của thực dân. Tuy nhiên, nó dẫn đến giao lưu văn hóa và thương mại giữa châu Á và châu Mỹ đã dẫn đến sự ra đời của loại cây trồng mới và động vật đến Philippines như ngô, khoai tây, cà chua, bông và thuốc lá số những người khác, đó đã cho các thuộc địa của thu nhập thực tế đầu tiên của mình. Thương mại kéo dài hơn hai trăm năm, và chấm dứt vào năm 1815 ngay trước khi sự ly khai của thuộc địa Mỹ từ Tây Ban Nha.

### Hội Hoàng gia
José de Basco y Vargas, sau một lệnh từ hoàng gia nhằm tạo thành một xã hội trí thức có thể sản xuất mới ở Philippines, với những ý tưởng hữu ích, chính thức thành lập Hội Economica de Amigos del Pais. Bao gồm những người đàn ông hàng đầu trong kinh doanh, công nghiệp và nghề nghiệp, xã hội được giao nhiệm vụ để khám phá và khai thác tài nguyên tự nhiên của quần đảo. Xã hội dẫn đến việc tạo ra các kế hoạch chung Economico của Basco mà thực hiện là các công ty độc quyền các hạt cau, thuốc lá, rượu và chất nổ. Nó cung cấp học bổng trong và ngoài nước và trợ cấp đào tạo trong nông nghiệp và thành lập một học viện thiết kế. Nó cũng được ghi nhận sự hình thành việc xây dựng các nhà máy giấy đầu tiên ở Philippines năm 1825. Hội này đã được giới thiệu vào 1780, biến mất tạm thời trên 1787-1819, 1820-1822 và 1875-1822 và không còn tồn tại ở giữa những năm 1890.

### Công ty hoàng gia Philippines
Ngày 10 tháng 3 năm 1785, Charles III của Tây Ban Nha tạo Công ty Hoàng gia Phi Luật Tân với một điều lệ 25 năm. Nó đã được cấp độc quyền đưa đến Manila, Philippines, hàng Trung Quốc và Ấn Độ và vận chuyển trực tiếp đến Tây Ban Nha thông qua Mũi Hảo Vọng. Nó đã bị phản đối từ Hà Lan và Anh đã thấy nó như là một cuộc tấn công trực tiếp vào thương mại hàng hóa châu Á. Nó cũng kịch liệt phản đối bởi các thương nhân thương mại Galleon người đã nhìn thấy nó như là đối thủ cạnh tranh. Điều này dần dần dẫn tới cái chết của cả hai tổ chức: Công ty Philippines Hoàng gia vào năm 1814 và thương mại Galleon vào năm 1815 

### Lao động cưỡng bức (Polo y servicios)
Hệ thống cưỡng bức hoặc việc cực nhọc lao động được biết đến như polo y servicios phát triển từ Encomienda (hệ thống thác quản) -hệ thống kinh tế của thuộc địa Philippines xuất phát từ thuộc địa châu Mỹ. Polo y servicios là lao động cưỡng bức trong 40 ngày của những người đàn ông từ 16 đến 60 tuổi đã bị bắt buộc phải cung cấp cho các dịch vụ cá nhân cho các dự án cộng đồng. Người ta có thể được miễn bằng cách trả tiền. Năm 1884, lao động đã giảm xuống còn 15 ngày. Các hệ thống lao động này được thiết kế theo kiểu Mexico repartimento, chuyên dùng cho lao động cưỡng bức.

### Hạn chế thương mại với châu Á
Các thương gia của Seville, nắm giữ xuất khẩu của Tây Ban Nha vào thế giới mới, nhìn thấy nhiều lo âu nhập khẩu vải từ Trung Quốc và xuất khẩu bạc Mỹ Latinh phải trả tiền. Ở Mexico và Peru lụa từ Trung Quốc là rẻ hơn so với Tây Ban Nha và bạc chảy về phí châu Á nhiều hơn Tây Ban Nha. Kết quả là, năm 1587, cấm việc vận chuyển các loại vải Trung Quốc từ Mexico đến Peru để bảo vệ ngành công nghiệp Tây Ban Nha và thị trường Mỹ cho các nhà sản xuất Tây Ban Nha. Trong năm 1591 đã cấm tất cả các giao dịch trực tiếp giữa Peru và các nơi khác ở Nam Mỹ với Trung Quốc và Philippines và năm 1593 một nghị định không thi hành chặt chẽ cho đến 1604 - mà hạn chế thương mại giữa Mexico và Philippines đến $ 250,000 mỗi năm xuất khẩu sang Mexico và 500.000 USD cho nhập khẩu từ Mexico sử dụng hai tàu không hơn 300 tấn hàng hóa công suất. Một người Tây Ban Nha không được phép giao dịch với Trung Quốc và thương mại của Trung Quốc đã hạn chế các thương gia của quốc gia đó. 
Tất cả các sản phẩm Trung Quốc xuất khẩu sang Tây Ban Nha mới nên được tiêu thụ ở đó và việc vận chuyển hàng dệt may Trung Quốc Peru trong bất kỳ số tiền thậm chí như một món quà, viện trợ từ thiện hoặc sử dụng trong thờ phượng Thiên Chúa hoàn toàn bị cấm. Khi loại này liên tục từ năm 1603 đã bị cấm dẫn tới không có bất kỳ thương mại châu Á tới Tân Tây Ban Nha và Peru. Những điều này dẫn tới sự kìm hãm kinh tế thực tế chính Tây Ban Nha. 

### Quy định thương mại
Zuniga Le Gentil mô tả chi tiết các phương pháp quản lý Nhà nước này sau khi nâng cao giới hạn đến $ 500.000 và $ 1.000.000 tương ứng cho các chuyến đi ra thị trường nước ngoài và ngược lại. Hàng hóa công suất của tàu được đo trên mỗi một kiện khoảng hai và dài một nửa bàn chân, mười sáu inch, rộng và cao hai chân. Nếu con tàu có thể mang bốn ngàn các kiện hàng, mỗi kiện có thể đóng gói với hàng hóa trị giá không quá 125 USD. Trong khu đô thị bao gồm các thống đốc, các luật sư, hiệu trưởng của phiên điều trần, một thị trưởng, một ủy viên, và sáu công dân xác định sự phân bố của các phiếu hàng vận chuyển. Để tạo điều kiện cho việc vận chuyển hàng người ta bán phiếu. Phiếu thông thường giá trị (trong thế kỷ 18) 80-100 đô la trong thời bình, trong thời kỳ chiến tranh có thể gắn kết lên đến hơn 300 đô la.
Le Gentil cho chúng ta biết rằng vào năm 1766, ông đã bán 200 đô la và nhiều hơn nữa và các thuyền buồm năm đó quá tải. Mỗi nhân viên chính phủ được hưởng một số như một phần của lợi nhuận của các cơ sở kinh doanh của ông. Các aldermen và 8 thị trưởng. Bên cạnh đó, các công ty thường đẩy đến 25 và lên đến 35 % mỗi năm.
Sự kiểm soát của Acapulco về thương mại thuyền buồm là món quà lớn nhất anh có thể làm một thống đốc, cho ông một "người muốn làm cho mọi người hạnh phúc với hoa hồng" và lên tới khoảng $ 50.000 đến $ 100.000 lợi nhuận. Các gói phần này bao gồm tiền hoa hồng từ việc phiếu vận chuyển cho những thương gia. Được biết để đến Careri Argüelles năm 1696 rằng hoa hồng vận chuyển của họ đứng ở mức $ 25.000 đến $ 30.000 và tổng số có thể thuê khoảng 40.000 USD trong chuyến đi này, các thủy thủ là $ 20.000 và $ 9.000 mỗi người. Đối với các thủy thủ đã được trả 350 đô la Mỹ một bản trước bao gồm 75 đô la trước khi khởi hành. Các thương nhân thực hiện một lợi nhuận từ 150-200 %. Trong 25 năm sau thế kỷ 18, vận chuyển cho chuyến đi đến Acapulco, càng khó là $ 1.000 và giá khoảng 500 USD. Chuyến đi Careri Acapulco kéo dài 204 ngày. Các chuyến đi trở về Manila thường kéo dài 75 hoặc hơn 90 ngày.

### Thay đổi trong pháp lệnh kinh doanh từ năm 1734
Thương mại giữa Philippines và Mexico đã diễn ra từ 1604-1718, khi các nhà sản xuất lụa Tây Ban Nha quản lý để cấm nhập khẩu các sản phẩm lụa Trung Quốc đến Tân Tây Ban Nha để chống lại sự suy giảm của ngành công nghiệp của họ. Tiếp theo đó là một cuộc đấu tranh kéo dài trước khi Hội đồng Ấn, và năm 1734 thay đổi bắt đầu, giới hạn hàng cố định ở phía đông và phía tây tương ứng là 500.000 USD và 1.000.000. Năm 1811 thay đổi khác trong việc hoạt động của tư nhân thương mại, xuất khẩu hàng năm đã được hạn chế ở mức $ 750.000 và chỉ mở các cảng San Blas (Mexico), Guayaquil (Ecuador) và Callao (Peru) với thương mại đó.
Những thay đổi khác là việc thành lập liên lạc trực tiếp với Tây Ban Nha và thương mại với châu Âu thông qua một đoàn tàu quốc gia vào năm 1766. Những cuộc thám hiểm kéo dài cho đến năm 1783 và chức năng của nó thông qua vào năm 1875 cho Công ty Hoàng gia Philippines, tổ chức với số vốn $ 8.000.000 đã được cấp độc quyền cho thương mại giữa Tây Ban Nha và các đảo. Các thương gia Manila phẫn nộ với sự áp đặt của độc quyền thương mại đối với họ và đã làm mọi thứ có thể bất cứ lúc nào bằng cách đặt các hoạt động của công ty mới trong tình huống lúng túng.

### Tác động tiêu cực của hệ thống thuộc địa đối với thương mại
Hệ thống này tạo cho Tây Ban Nha ở Nam Mỹ bảo vệ độc quyền sản xuất nhưng đã không ngăn chặn sự suy giảm của ngành công nghiệp Tây Ban Nha và trì hoãn việc phúc lợi và sự tiến bộ của Nam Mỹ. Hạn chế thương mại giữa Mexico và Philippines, lợi ích của Tây Ban Nha lợi cho họ sống ở Philippines và đóng góp cho cơ sở tôn giáo. Nhưng những lợi thế độc quyền cung cấp không dân Tây Ban Nha luôn là vĩnh viễn. Được giới hạn trong một lựa chọn rất nhỏ của sản phẩm và tất cả các ngành công nghiệp yếu ớt.
Đa số người hoạt động thương mại Manila thiên về đất đai và nghèo, "Trong các đường phố của Manila nhìn vào mỗi buổi sáng trong cảnh nghèo đói và ăn xin là con em của những người đàn ông đã phát triển phong phú và đã để lại một di sản tuyệt vời mà con cái của họ đã tiêu tan bởi không đào tạo tốt họ thời thanh thiếu niên." Những khả năng tuyệt vời của Manila như thương mại của châu Á không bao giờ nhận ra bởi vì mặc dù thành phố được hưởng tự do thương mại với Nhật Bản, Trung Quốc và các nước phương Đông, thương mại này từ chối châu Âu, và luôn luôn cản trở sự tăng trưởng của thương mại với Trung Quốc do thiếu hàng hóa trên chuyến đi trở lại do những hạn chế đối với thương mại với Mỹ và không ưa người Philippines làm việc để sản xuất nhiều hơn là cần thiết để đảm bảo một cuộc sống thoải mái và thanh toán thuế. Rằng hệ thống đã gây bất lợi cho phát triển kinh tế của các đảo là luôn luôn rõ ràng, các quan chức Tây Ban Nha liên tục lên án những tệ nạn của họ. Và không chỉ là gây bất lợi cho sự thịnh vượng của hòn đảo, cũng cản trở sự phát triển của Mexico.

## Xã hội và văn hóa
Vào thế kỷ thứ 19, Philippines đã trở thành một sở hữu quan trọng. Số lượng nhỏ đầu tiên của cư dân châu Âu, chiến sĩ và các nhà truyền giáo mang theo các khía cạnh của cuộc sống châu Âu, từ Tây Ban Nha, lễ hội tôn giáo, cách quần áo và thời trang. Thực dân sử dụng lịch Gregorian, các kịch bản Latin và sử dụng nghệ thuật theocentric, âm nhạc, văn học. Tương tự như vậy, những người định cư châu Âu và con cháu của họ, được gọi là Insulares (dịch nghĩa "đảo"), cũng thích nghi với văn hóa phương Đông học tập để ăn cơm như chính của họ và sử dụng nước tương, giấm dừa, dầu dừa và gừng. Hôm nay, văn hóa Philippines là một sự pha trộn của nhiều nền văn hóa khác nhau.

### Các công trình công cộng
Mô tả của Morga vào năm 1603 về Manila- thủ đô trẻ của đảo vương quốc Castile mới, tên được đặt cho Philippines bởi Philip II, mời so với Boston, New York hay Philadelphia vào thế kỷ XVII. Một bức tường đá ba dặm xung quanh thành phố. Có hai pháo đài nhỏ và một pháo đài lớn, mỗi đơn vị đồn trú có nhiều lính. Chỗ của chính phủ và các bộ đã được làm bằng đá, rộng rãi và thoáng mát. Các tòa nhà thành phố, nhà thờ và tu viện ba dòng tu là những vật liệu tương tự. Các tu sĩ Dòng Tên, cũng như cung cấp các nghiên cứu đặc biệt cho các thành viên của họ quản lý một trường học dành cho giáo dục thanh niên Tây Ban Nha. Felipe II ra lệnh thành lập trường đại học này năm 1585 mà chỉ được mở vào năm 1601. Trước đó, năm 1593, đã thành lập một trường học tu viện cho các em gái, Santa Potenciana.
Trong phòng bệnh và vô gia cư, Manila vào thế kỷ XVII đã tiến xa hơn bất kỳ thành phố trong các thuộc địa Anh, nhà nước mà tiếp tục cho hơn một thế kỷ rưỡi. Đầu tiên là bệnh viện Tây Ban Nha với các bác sĩ và y tá, bệnh viện của các tu sĩ Phanxicô quản lý bởi ba linh mục và bác sĩ là bậc thầy có phương pháp chữa trị tuyệt vời rèn trong y học và phẫu thuật, các nhà "Lòng Thương Xót" lập ra chấp nhận nô lệ bị bệnh, cung cấp nơi trú ẩn cho trẻ em mồ côi, và tham dự vào các vấn đề khác, và cuối cùng là bệnh viện để sangleys tức thương nhân Trung Hoa ở khu phố Tàu. Bên trong bức tường là một số sáu trăm ngôi nhà, chủ yếu là nơi sinh sống của người Tây Ban Nha. Các tòa nhà lớn, người ăn mặc bảnh bao, rất nhiều quy định và các nhu yếu khác của cuộc sống là của Manila, trong những lời của Morga, "một trong những nơi nổi tiếng nhất trên thế giới cho du khách đến với nó." Có ba các thành phố trên đảo, Segovia và Cazeres ở Luzon, và thành phố "Các Thánh Danh Chúa Giêsu" tại Cebu, xây lâu đời nhất của Tây Ban Nha trong quần đảo. Trong đó có khoảng hai trăm người dân Tây Ban Nha. Trong Santísismo có một trường đại học Dòng Tên.

### Chữ viết và sách
Người Philippines đã có bảng chữ cái riêng của họ trước sự xuất hiện của người Tây Ban Nha và khả năng đọc và viết là khá chung trong số đó. Tuy nhiên không có tài liệu của bất kỳ loại nào. Một linh mục Dòng Tên người sống trên các hòn đảo đã viết mười tám tuổi và không muộn hơn năm 1640, nói rằng đến lúc đó các Tagalos đã học được cách viết từ trái sang phải thay vì vuông góc như họ sử dụng từ trước, nhưng chỉ viết cho tương ứng. Vẫn không có sách bằng tiếng địa phương trừ khi các tác phẩm của các nhà truyền giáo về tôn giáo.
Xét về số lượng rất nhỏ các linh mục những người ở các đảo là sống rải rác nên phải tha thứ cho họ về việc phổ biến sách quá ít ở Tây Ban Nha. Thay vào đó, hoạt động của họ, mặc dù thời tiết, là đáng kể. Một nghiên cứu về các tác phẩm hoành tráng của TJ Medina trên báo chí ở Manila và Retana bổ sung cho thấy hầu như không có ít hơn năm trăm đầu sách in ở các đảo trước 1800. Trong số đó không bao gồm sách gửi hoặc đưa đến Tây Ban Nha để xuất bản, trong đó nhất thiết phải bao gồm một tỷ lệ lớn các cuốn sách lợi ích chung chứ không phải là địa phương, bao gồm cả, tất nhiên, những câu chuyện giáo dục quan trọng nhất. Diễn ra liên tục việc bổ sung thêm một số lượng đáng kể của văn phạm và từ điển của các ngôn ngữ bản địa và những câu chuyện mà không bao giờ được in truyền giáo.
Sách in đã đến các hòn đảo tu chủ yếu là nội dung tôn giáo như giáo lý, những câu chuyện truyền giáo, tử đạo và đời sống các thánh, những câu chuyện tôn giáo và hướng dẫn sử dụng ngôn ngữ bản địa. Lời cầu nguyện đã được dịch đơn giản, tràng hạt, giáo lý, chương trình giáo lý Kitô giáo, những câu chuyện liệt sĩ, và các công trình tương tự để sử dụng bởi người bản địa Philippne. Các công trình này, đã có ba mươi sáu viết bằng tiếng Tagalog, và tiếng Visayan, Bicolano, Pampango, Ilocano, Ilongo (" Panayan "trong bản gốc, phiên dịch) và Pangasinense. Nếu như đã nói với độ tin cậy, khả năng đọc và viết là phổ biến ở Philippines hơn trong số những người bình thường ở châu Âu, người ta thấy kết quả từ đó trong các hòn đảo, với dân số cao nhất có thể đọc và viết, đã đọc tài liệu ít hơn bên ngoài tôn giáo nghiêm ngặt trong một cộng đồng.
Chính phủ Tây Ban Nha, để thúc đẩy việc học tiếng Tây Ban Nha, đôi khi không cho phép người dịch sách Tagalog và do đó không thể giả định một cách an toàn ở tất cả các danh sách các bản dịch ngôn ngữ bản địa trong thế kỷ thứ 18 hiểu toàn bộ văn học in châu Âu. Xây dựng về điều này, Zuniga nói rõ ràng rằng "các cư dân của đảo Luzon đã có kể từ khi sự xuất hiện của bộ kịch hài Tây Ban Nha, bi kịch, những bài thơ và tất cả các loại văn học dịch từ tiếng Tây Ban Nha mà không cần phải tạo ra một bản gốc bằng tiếng địa phương ". 

### Nhạc và văn xuôi tiếng Tây Ban Nha
Lợi ích văn học của người Philippines chưa tìm thấy biểu hiện cao nhất của nó trong sự thích ứng lời nhạc Tây Ban Nha trong qua tôn giáo.
Zuniga cung cấp một mô tả cảm tình của những tác phẩm này. Thường bao gồm ba hoặc bốn bi kịch Tây Ban Nha đã rất khéo léo đan xen có vẻ độc đáo. Các nhân vật chính luôn luôn người Hồi giáo và Cơ đốc giáo và các hành động tập trung vào những mong muốn của các nàng công chúa kết hôn với Moorish Kitô hữu. Người Kitô hữu được trình bày trong một mâm bằng hoặc ngược lại. Anh hùng và nữ anh hùng trong tình yêu nhưng cha mẹ xen trở ngại cho họ không thể thành các cặp vợ chồng.Giải quyết các rào cản tương đối dễ dàng trong trường hợp của một người Hồi giáo và một công chúa Kitô giáo. Kịp thời một cuộc chiến tranh nổ ra trong thời gian đó, sau khi thần đồng dạn, Moor được chuyển đổi, được rửa tội, và hôn nhân được tổ chức.
Đó là không dễ dàng để giải quyết trong trường hợp của một hoàng tử Kitô giáo trong tình yêu với một người phụ nữ Moorish. Bắt làm tù binh nhưng công chúa của mình giúp anh ta thoát khỏi, mà đôi khi mất đi cuộc đời của mình, hoặc nếu cảnh diễn ra trong thời kỳ chiến tranh trở thành công chúa và vượt ra ngoài trại Kitô giáo hay hoàng tử chết một cái chết bi thảm. Các anh hùng thường mang theo một cây thánh giá hoặc các hình ảnh hoặc di tích, một món quà từ mẹ của mình, giúp an toàn trong cuộc phiêu lưu của họ. Ông gặp gấu và sư tử nhưng luôn luôn trốn thoát bằng một phép lạ.
Chuyện hai chú hề cười với trò đùa "đóng băng nước nóng trong vùng nhiệt đới. "Sau khi thực hiện ra một chú hề để châm biếm và chỉ trích công việc của chính quyền làng. Những tác phẩm này được thực hiện trong ba ngày. Lê Gentil tham dự một trong số họ và nói rằng ông không nghĩ rằng bất cứ ai trên thế giới là chán như anh. người Philippines, ngược lại là đam mê chúng.

### Bản chất nền giáo dục
Rất ít người Ấn Độ bên ngoài các thành phố được hưởng đầy đủ kiến thức của Tây Ban Nha để bù đắp cho sự thiếu sách kiến thức thế tục, và những số đã có được suốt thời gian phục vụ trong các giáo xứ. Quan điểm chung là các nhà chức trách Tây Ban Nha đã không dạy tiếng Tây Ban Nha, nhưng Zuniga bác bỏ lời buộc tội này không công bằng và không đúng sự thật.
Nhưng rõ ràng đó là thực tế cho những người Philippines tìm hiểu hệ thống thực sự tại thuộc địa của Tây Ban Nha. Đó là không thể đối với một mục sư của hàng trăm gia đình dạy con cái họ tiếng Tây Ban Nha. Họ có thể tìm hiểu một vài từ đơn giản và cụm từ nhưng thiếu cơ hội cho một thực tế không đổi hoặc thậm chí thường xuyên của ngôn ngữ trong cuộc trò chuyện chung sẽ đạt được trong ngôn ngữ thấp hơn so với học sinh tiểu học tại Đức bằng tiếng Anh nhiều nơi của mình nghiên cứu được yêu cầu.
Sự cô lập của phần còn lại của thế giới mà hệ thống làng cho rằng kiến thức của Tây Ban Nha giới hạn thực tế cho người bản địa sống ở Manila hoặc những quần thể lớn, hoặc những người học trong những ngôi nhà của các tu sĩ. Chế độ thuộc địa, với bản chất của nó duy trì sự hạn chế và kiểm soát tiếp cận tư tưởng châu Âu và đã được trang bị với một ngôn ngữ châu Âu như một rào cản và chỉ ít những người cộng tác trung thành là học tới nơi tới chốn.